# Takayuki Funayama
Takayuki Funayama (船山 貴之 Funayama Takayuki?), född 6 maj 1987 i Chiba prefektur, är en japansk fotbollsspelare.
Funayama började sin karriär 2010 i Tochigi SC. 2011 flyttade han till Matsumoto Yamaga FC. Han spelade 140 ligamatcher för klubben. 2015 flyttade han till Kawasaki Frontale. 2016 flyttade han till JEF United Chiba.